# 變身小辣妹
《變身小辣妹》是在講談社的別冊FRIEND上連載的少女漫畫作品，日本漫畫家池澤理美的代表作，為2000年第24回講談社漫畫賞獲獎作品。發售的單行本全套有9卷，由台灣東立出版社全數代理,在日本已经絕版且不再印刷。2007年到2009年間連載發行《變身小辣妹》續作《變身小辣妹－再來一碗》（ぐるぐるポンちゃん　おかわりッ）全四卷，台灣方面未有代理。

## 故事簡介
碰太原本是一只調皮好動的拉布拉多犬，愛闖禍的牠常使小泉家熱鬧非凡。有一天，一項被爺爺命名為「哈啦骨頭」的世紀性發明，令碰太瞬間變成少女而且還愛上了名叫「岩城未来」的人類。從此，「岩城未来」和碰太展開不可思議的人狗之戀。

## 人物介紹
小泉　碰太（こいずみ　ぽんた）
女主角。原来是小狗，但後來因为爺爺的發明「哈啦骨頭」，于是可以通过亲吻骨頭从而由犬变成人，自由的變身成可爱的少女。
岩城　未来（いわき　みらい）
男主角。是碰太的心上人而且知道碰太的秘密，身兼保護者的身份。
小泉　由香（こいずみ　ゆか）
理事長的孫女。國中部三年級。
小泉祖父
小泉的祖父，學校理事長及「哈啦骨頭」發明者。
山口花（やまぐち　はな）

## 單行本

### 台灣代理
東立出版社代理。
1. . 東立出版社代理. ISBN 957-34-9007-2.
2. . 東立出版社代理. ISBN 957-34-9008-0.
3. . 東立出版社代理. ISBN 957-73-1434-1.
4. . 東立出版社代理. ISBN 957-73-1435-X.
5. . 東立出版社代理. ISBN 957-69-9543-4.
6. . 東立出版社代理. ISBN 957-69-9544-2.
7. . 東立出版社代理. ISBN 957-69-9992-8.
8. . 東立出版社代理. ISBN 986-11-0152-7.
9. . 東立出版社代理. ISBN 986-11-0514-X.

### 日本
资料来源于講談社。
- 變身小辣妹

1. . 講談社. 1997年12月11日. ISBN 978-4-06-303091-4.
2. . 講談社. 1998年9月11日. ISBN 978-4-06-303125-6.
3. . 講談社. 1998年10月13日. ISBN 978-4-06-303129-4.
4. . 講談社. 1999年3月11日. ISBN 978-4-06-303146-1.
5. . 講談社. 1999年7月13日. ISBN 978-4-06-303161-4.
6. . 講談社. 1999年11月12日. ISBN 978-4-06-303173-7.
7. . 講談社. 2000年3月13日. ISBN 978-4-06-303185-0.
8. . 講談社. 2000年8月10日. ISBN 978-4-06-341203-1.
9. . 講談社. 2000年11月13日. ISBN 978-4-06-341213-0.

- 變身小辣妹－再來一碗－

1. . 講談社. 2007年9月13日. ISBN 978-4-06-341544-5.
2. . 講談社. 2008年1月11日. ISBN 978-4-06-341558-2.
3. . 講談社. 2008年9月12日. ISBN 978-4-06-341590-2.
4. . 講談社. 2009年3月13日. ISBN 978-4-06-341612-1.

## 文獻參考
1. ↑  引用於東立故事簡介一小段東立代理版漫畫官網 （页面存档备份，存于），並做修正。

## 外部連結
- 漫畫官網[永久]（日語） 講談社
- 變身小辣妹－再來一碗－漫畫官網 講談社（日語）
- 東立代理版漫畫官網（繁體中文）
- 池沢理美Twitter（页面存档备份，存于）（日語）